# 贝尔希达
贝尔希达，是西班牙巴伦西亚自治区巴伦西亚省的一个市镇。总面积17平方公里，总人口709人（2001年），人口密度42人/平方公里。